# Jedan dan
Jedan dan ( Један дан, " Un día ") es una canción del grupo yugoslavo Dubrovački trubaduri, lanzada en 45 rpm en 1968 .
Es la canción que representa a Yugoslavia en el Festival de Eurovisión de 1968 interpretada por los dos cantantes principales del grupo Dubrovački trubaduri, Luciano Capurso y Hamo Hajdarhodžić.

## En Eurovisión

### Selección
El 25 de febrero de 1968, la canción Jedan dan, interpretada por Luciano Capurso y Hamo Hajdarhodžić, fue seleccionada al ganar la final nacional yugoslava Pjesma Eurovizije 1968, para representar a Yugoslavia en el Festival de Eurovisión 1968 el 6 abril en Londres .

### En Londres
La canción está interpretada íntegramente en serbocroata,.escrita por Stijepo Stražičić y compuesta por Đelo Jusić y Stipica Kalogjera . La orquesta está dirigida por Miljenko Prohaska 
Cómo en ese entonces, no estaba permitido que subieran al escenario más de dos personas, salieron a actuar como cantantes principales Hamo Hajdarhodžić y Luciano Capurso, este último también tocaba la flauta. Ladislav Pađen, Marko Brešković y el mismo Đelo Jusić hacían los coros, mientras Slobodan Berdović se quedaba entre bambalinas. Quedaron en 7a posición tras recibir 8 puntos al final de la noche. .

## Historial de lanzamientos
| País       | Fecha              | Formato   | Etiqueta   |
| ---------- | ------------------ | --------- | ---------- |
| Portugal   | 1968 de en musique | EP 45 rpm | Parlophone |
| Yugoslavia | 1968 de en musique | EP 45 rpm | Jugotón    |